# Seznam občin Francije
Seznam občin Francije je krovni seznam.

## Metropolitanska Francija
| #  | Department              | Seznam občin                                    |
| -- | ----------------------- | ----------------------------------------------- |
| 01 | Ain                     | Seznam občin departmaja Ain                     |
| 02 | Aisne                   | Seznam občin departmaja Aisne                   |
| 03 | Allier                  | Seznam občin departmaja Allier                  |
| 04 | Alpes-de-Haute-Provence | Seznam občin departmaja Alpes-de-Haute-Provence |
| 05 | Hautes-Alpes            | Seznam občin departmaja Hautes-Alpes            |
| 06 | Alpes-Maritimes         | Seznam občin departmaja Alpes-Maritimes         |
| 07 | Ardèche                 | Seznam občin departmaja Ardèche                 |
| 08 | Ardennes                | Seznam občin departmaja Ardennes                |
| 09 | Ariège                  | Seznam občin departmaja Ariège                  |
| 10 | Aube                    | Seznam občin departmaja Aube                    |
| 11 | Aude                    | Seznam občin departmaja Aude                    |
| 12 | Aveyron                 | Seznam občin departmaja Aveyron                 |
| 13 | Bouches-du-Rhône        | Seznam občin departmaja Bouches-du-Rhône        |
| 14 | Calvados                | Seznam občin departmaja Calvados                |
| 15 | Cantal                  | Seznam občin departmaja Cantal                  |
| 16 | Charente                | Seznam občin departmaja Charente                |
| 17 | Charente-Maritime       | Seznam občin departmaja Charente-Maritime       |
| 18 | Cher                    | Seznam občin departmaja Cher                    |
| 19 | Corrèze                 | Seznam občin departmaja Corrèze                 |
| 2A | Corse-du-Sud            | Seznam občin departmaja Corse-du-Sud            |
| 2B | Haute-Corse             | Seznam občin departmaja Haute-Corse             |
| 21 | Côte-d'Or               | Seznam občin departmaja Côte-d'Or               |
| 22 | Côtes-d'Armor           | Seznam občin departmaja Côtes-d'Armor           |
| 23 | Creuse                  | Seznam občin departmaja Creuse                  |
| 24 | Dordogne                | Seznam občin departmaja Dordogne                |
| 25 | Doubs                   | Seznam občin departmaja Doubs                   |
| 26 | Drôme                   | Seznam občin departmaja Drôme                   |
| 27 | Eure                    | Seznam občin departmaja Eure                    |
| 28 | Eure-et-Loir            | Seznam občin departmaja Eure-et-Loir            |
| 29 | Finistère               | Seznam občin departmaja Finistère               |
| 30 | Gard                    | Seznam občin departmaja Gard                    |
| 31 | Haute-Garonne           | Seznam občin departmaja Haute-Garonne           |
| 32 | Gers                    | Seznam občin departmaja Gers                    |
| 33 | Gironde                 | Seznam občin departmaja Gironde                 |
| 34 | Hérault                 | Seznam občin departmaja Hérault                 |
| 35 | Ille-et-Vilaine         | Seznam občin departmaja Ille-et-Vilaine         |
| 36 | Indre                   | Seznam občin departmaja Indre                   |
| 37 | Indre-et-Loire          | Seznam občin departmaja Indre-et-Loire          |
| 38 | Isère                   | Seznam občin departmaja Isère                   |
| 39 | Jura                    | Seznam občin departmaja Jura                    |
| 40 | Landes                  | Seznam občin departmaja Landes                  |
| 41 | Loir-et-Cher            | Seznam občin departmaja Loir-et-Cher            |
| 42 | Loire                   | Seznam občin departmaja Loire                   |
| 43 | Haute-Loire             | Seznam občin departmaja Haute-Loire             |
| 44 | Loire-Atlantique        | Seznam občin departmaja Loire-Atlantique        |
| 45 | Loiret                  | Seznam občin departmaja Loiret                  |
| 46 | Lot                     | Seznam občin departmaja Lot                     |
| 47 | Lot-et-Garonne          | Seznam občin departmaja Lot-et-Garonne          |
| 48 | Lozère                  | Seznam občin departmaja Lozère                  |
| 49 | Maine-et-Loire          | Seznam občin departmaja Maine-et-Loire          |
| 50 | Manche                  | Seznam občin departmaja Manche                  |
| 51 | Marne                   | Seznam občin departmaja Marne                   |
| 52 | Haute-Marne             | Seznam občin departmaja Haute-Marne             |
| 53 | Mayenne                 | Seznam občin departmaja Mayenne                 |
| 54 | Meurthe-et-Moselle      | Seznam občin departmaja Meurthe-et-Moselle      |
| 55 | Meuse                   | Seznam občin departmaja Meuse                   |
| 56 | Morbihan                | Seznam občin departmaja Morbihan                |
| 57 | Moselle                 | Seznam občin departmaja Moselle                 |
| 58 | Nièvre                  | Seznam občin departmaja Nièvre                  |
| 59 | Nord                    | Seznam občin departmaja Nord                    |
| 60 | Oise                    | Seznam občin departmaja Oise                    |
| 61 | Orne                    | Seznam občin departmaja Orne                    |
| 62 | Pas-de-Calais           | Seznam občin departmaja Pas-de-Calais           |
| 63 | Puy-de-Dôme             | Seznam občin departmaja Puy-de-Dôme             |
| 64 | Pyrénées-Atlantiques    | Seznam občin departmaja Pyrénées-Atlantiques    |
| 65 | Hautes-Pyrénées         | Seznam občin departmaja Hautes-Pyrénées         |
| 66 | Pyrénées-Orientales     | Seznam občin departmaja Pyrénées-Orientales     |
| 67 | Bas-Rhin                | Seznam občin departmaja Bas-Rhin                |
| 68 | Haut-Rhin               | Seznam občin departmaja Haut-Rhin               |
| 69 | Rhône                   | Seznam občin departmaja Rhône                   |
| 70 | Haute-Saône             | Seznam občin departmaja Haute-Saône             |
| 71 | Saône-et-Loire          | Seznam občin departmaja Saône-et-Loire          |
| 72 | Sarthe                  | Seznam občin departmaja Sarthe                  |
| 73 | Savoie                  | Seznam občin departmaja Savoie                  |
| 74 | Haute-Savoie            | Seznam občin departmaja Haute-Savoie            |
| 75 | Pariz                   |                                                 |
| 76 | Seine-Maritime          | Seznam občin departmaja Seine-Maritime          |
| 77 | Seine-et-Marne          | Seznam občin departmaja Seine-et-Marne          |
| 78 | Yvelines                | Seznam občin departmaja Yvelines                |
| 79 | Deux-Sèvres             | Seznam občin departmaja Deux-Sèvres             |
| 80 | Somme                   | Seznam občin departmaja Somme                   |
| 81 | Tarn                    | Seznam občin departmaja Tarn                    |
| 82 | Tarn-et-Garonne         | Seznam občin departmaja Tarn-et-Garonne         |
| 83 | Var                     | Seznam občin departmaja Var                     |
| 84 | Vaucluse                | Seznam občin departmaja Vaucluse                |
| 85 | Vendée                  | Seznam občin departmaja Vendée                  |
| 86 | Vienne                  | Seznam občin departmaja Vienne                  |
| 87 | Haute-Vienne            | Seznam občin departmaja Haute-Vienne            |
| 88 | Vosges                  | Seznam občin departmaja Vosges                  |
| 89 | Yonne                   | Seznam občin departmaja Yonne                   |
| 90 | Territoire de Belfort   | Seznam občin departmaja Territoire de Belfort   |
| 91 | Essonne                 | Seznam občin departmaja Essonne                 |
| 92 | Hauts-de-Seine          | Seznam občin departmaja Hauts-de-Seine          |
| 93 | Seine-Saint-Denis       | Seznam občin departmaja Seine-Saint-Denis       |
| 94 | Val-de-Marne            | Seznam občin departmaja Val-de-Marne            |
| 95 | Val-d'Oise              | Seznam občin departmaja Val-d'Oise              |

## Čezmorski departmaji in teritoriji Francije
Čezmorski departmaji Francije (department d'outre-mer oz. DOM):
| #   | Departma   | Seznam občin                       |
| --- | ---------- | ---------------------------------- |
| 971 | Guadeloupe | Seznam občin departmaja Guadeloupe |
| 972 | Martinique | Seznam občin departmaja Martinique |
| 973 | Gvajana    | Seznam občin departmaja Guyane     |
| 974 | Réunion    | Seznam občin departmaja Réunion    |

Čezmorski kolektivi (collectivité d'outre-mer or COM):
| #   | Division                                   | Seznam občin                           |
| --- | ------------------------------------------ | -------------------------------------- |
| 975 | Saint Pierre in Miquelon                   | Seznam občin Saint Pierra in Miquelona |
| 976 | Mayotte                                    | Seznam občin Mayotteja                 |
| 987 | Francoska Polinezija (Polynésie française) | Upravna delitev Francoske Polinezije   |
| 988 | Nova Kaledonija (Nouvelle-Calédonie)       | Upravna delitev Nove Kaledonije        |